# Інеса Арманд
Елізабет Пешо д'Ербенвілль, при народженні Стефан, також Іне́са Арма́нд (8 травня 1874, Париж — 24 вересня 1920, Нальчик) — французька діячка російської більшовицької партії РСДРП(б), революціонерка, феміністка та редакторка. На думку деяких істориків, коханка Володимира Леніна.

## Біографія
Народилася в Парижі, в сім'ї артистів; у 6 років переїхала до Москви.
1904 року вступила до більшовицької партії. У лютому 1905 року в Санкт Петербурзі на квартирі Інеси й Володимира Арманд разом з ними був заарештований їхній друг і співзасновник соціал-демократичної партії — Щеколдін Ф. І. (Повар). Подружжя Арманд, які як і Повар, належали до ЦК Соціал-Демократичної партії, налагоджували зв'язки з соціалістами-революціонерами з метою придбання зброї для партії, для чого оселилися на одній квартирі з одним з учасників московської терористичної групи, що займалася-виготовленням вибухових речовин і метальних снарядів. Кілька разів була заарештована, відбувала ув'язнення і заслання. Брала активну участь в першій російській революції. 1909 року емігрувала за кордон. 
1912 року Арманд як агентка ЦК більшовицької партії приїздила до Російської імперії, зокрема до Харкова, і провела значну роботу в зв'язку з підготовкою до виборів у Державну думу. Після чергової поїздки повертається з-за кордону разом з Леніним у 1917 р. в Російську республіку (див. «Пломбований вагон»).

## Ленін та Арманд
У 1913—1917 роках В. Ленін написав до Арманд понад 20 листів, в яких розглядав питання міжнародного робітничого руху, викривав опортунізм лідерів 2-го Інтернаціоналу, а також російських ліквідаторів. У листах глибоко розроблено питання про класовий характер моралі, марксистське розуміння вітчизни тощо. В кількох листах Ленін розглядав питання розвитку революційного руху в Україні, підтримував українських марксистів, які стояли на позиціях інтернаціоналізму, викривав націоналіста Юркевича, що маскувався під марксиста, з огидою відзивався про занепадницькі романи Володимира Винниченка.
Під керівництвом Леніна Арманд провела велику роботу в справі захисту більшовицьких позицій в Міжнародному Соціалістичному Бюро, пропаганди інтернаціоналізму, зокрема серед жінок Франції, Швейцарії та інших країн.
Арманд брала участь в роботі Ціммервальдської та Кінтальської конференцій.
Після Жовтневого перевороту 1917 року, в якому вона брала активну участь, Арманд — на державній та партійній роботі; обиралась членкинею Московського губкому партії, членом ВЦВК, працювала головою Московського раднаргоспу, вела велику роботу серед жінок, була першою завідувачкою жінвідділу ЦК РКП(б).
Арманд брала участь у роботі І (1919) та II (1920) конгресів Комінтерну, була головою І Міжнародної конференції комуністок.
Із пізніших записів Олександри Коллонтай:
|  | «... Надя була більш рівна, а Інеса стояла перед ним на колінах ... З Інесою все ж превалювала любов — захоплення, оповита крилатим флером Ероса ... Чому ж ці жінки не могли бути відкритими дружинами Леніна? Чому треба було мучити всіх трьох і погубити бідну Інесу ... » |

В ті ж роки, коли Коллонтай пише різні теоретичні праці з «жіночого питання», постійно зачіпаючи тему вільного кохання, Арманд розвивала свою теорію «склянки води» про те, що задовольнити сексуальне бажання при комунізмі має бути настільки ж легко, як випити склянку води. Ленін був проти пропозицій Інеси: «Теорія склянки води — це теорія полунички» — заперечував він.
У Коллонтай є свідчення про особливі стосунки Леніна і Арманд: коли був вибух в Леонтієвському провулку, де засідали головні дами-більшовички — тут же примчав від Леніна кур'єр з питанням, чи жива Арманд. «Я ж теж там знаходилась, міг би і мною поцікавитись» — з обуренням записала в щоденнику Коллонтай.
Похована Арманд у Москві на Красній площі.